# Comté de Garfield (Colorado)
Pour les articles homonymes, voir Comté de Garfield.
Le comté de Garfield est un comté du Colorado. Son siège est Glenwood Springs. Créé en 1883, le comté est nommé en l'honneur du président James A. Garfield.
Les municipalités du comté sont Carbondale, Glenwood Springs, New Castle, Silt, Rifle et Parachute.

## Démographie
| 1890  | 1900  | 1910   | 1920  | 1930  | 1940   |
| ----- | ----- | ------ | ----- | ----- | ------ |
| 4 478 | 5 835 | 10 144 | 9 304 | 9 975 | 10 560 |

| 1950   | 1960   | 1970   | 1980   | 1990   | 2000   |
| ------ | ------ | ------ | ------ | ------ | ------ |
| 11 625 | 12 017 | 14 821 | 22 514 | 29 974 | 43 791 |

| 2010   | - | - | - | - | - |
| ------ | - | - | - | - | - |
| 56 389 | - | - | - | - | - |